# Into the Mirror Black
Into the Mirror Black ist das zweite Studioalbum der US-amerikanischen Power-Metal-Band Sanctuary. Es erschien im Jahr 1990 über Epic Records.

## Entstehung
Aufgenommen wurde das Album im Steve Lawson Studio in Seattle. Produziert wurde Into the Mirror Black von Howard Benson, der der Band von Seiten der Plattenfirma vorgeschlagen wurde. Sänger Warrel Dane und Gitarrist Lenny Rutledge fuhren daraufhin zu Benson nach Los Angeles, um probehalber ein paar Demos aufzunehmen. Nachdem die Musiker mit dem Resultat zufrieden waren, entschied sich die Band für Benson als Produzenten. Für das Lied Future Tense wurde ein Musikvideo gedreht.
In dem Lied Future Tense zeichnet Dane ein negatives Bild über die Gesellschaft in den späten 1980er Jahren. In einem im Jahre 2006 geführten Interview erklärte Dane, dass er nicht sehr überrascht darüber ist, dass der Text zur damaligen Zeit immer noch seine Gültigkeit habe. Lediglich die Namen der Politiker, Kriminellen und Rockstars haben sich geändert. Den Text für das Lied Epitaph schrieb Dane kurz nach dem Tod seines Vaters.

## Titelliste
1. Future Tense – 5:08
2. Taste Revenge – 5:00
3. Long Since Dark – 5:04
4. Epitaph – 6:02
5. Eden Lies Obscured – 5:21
6. The Mirror Black – 5:07
7. Seasons of Destruction – 4:51
8. One More Murder – 4:21
9. Communion – 5:37

## Rezeption
John Serba von Allmusic bezeichnete Into the Mirror Black als „ein oftmals übersehenes Meisterwerk, welches die Linien zwischen dem Bay Area-Thrash Metal, traditionellem Heavy Metal und europäischem Power Metal verschwinden lässt“. Frank Albrecht vom Magazin Rock Hard vergab die Höchstnote zehn für „ein fast perfektes Album mit unglaublicher Gitarrenarbeit und ausdrucksstarkem Gesang“.
In dem Buch Best of Rock & Metal des deutschen Magazins Rock Hard, in dem die nach Meinung der Rock-Hard-Redaktion 500 stärksten Metal- und Hard-Rock-Alben aller Zeiten aufgeführt werden, belegte Into the Mirror Black Platz 20. Das Lied Future Tense belegte in einer ebenfalls von Rock Hard zusammengestellten Liste der 250 besten Lieder aus dem Bereich Rock und Metal Platz 31.
Das Album verfehlte zunächst nach seiner Veröffentlichung die internationalen Charts. Im Zuge der Neuauflage zum 30-jährigen Jubiläum schaffte es das Album erstmals in die deutschen Albumcharts und erreichte dabei Rang 97.